# 水毛花
水毛花（學名：Schoenoplectiella mucronata）也称台水毛花、三翅水毛花、红鳞水毛花。是莎草科萤蔺属中的一種單子葉挺水草本植物。

## 型態特徵
水毛花的植株成體約 45 - 130 公分，其匍匐狀地下根莖短而堅硬、並有細長的鬚根系。水面以上的莖稈叢生，外表翠綠細長、無光澤、橫切面為扁三角形，直徑約 0.5 - 1 公分，較成熟的老莖會有黑褐色小斑點分佈其上。葉片已退化，剩下基部的兩片長約 7 - 23 公分棕色葉鞘。花色為淡綠色，花序近頭狀簇生，由 5 - 20 個長卵形小穗，叢生散射排列組成，長約 1 - 2 公分，無穗柄，有具倒刺的淡棕色卵形鱗片包覆，上緣有纖毛。屬於兩性花，雄蕊3，花藥長約 2 毫米、呈線形；柱頭3、為三叉狀；苞片1枚，與稈同形，長約 2 - 9 公分。果實為寬扁倒卵形的瘦果，長約 2 - 2.5 毫米，從楔形基部緊縮至頂端，成熟時呈黑褐色、具光澤，橫截面呈扁三角狀，腹背壓扁略有皺紋。下位剛毛有 6 枚，長於瘦果。

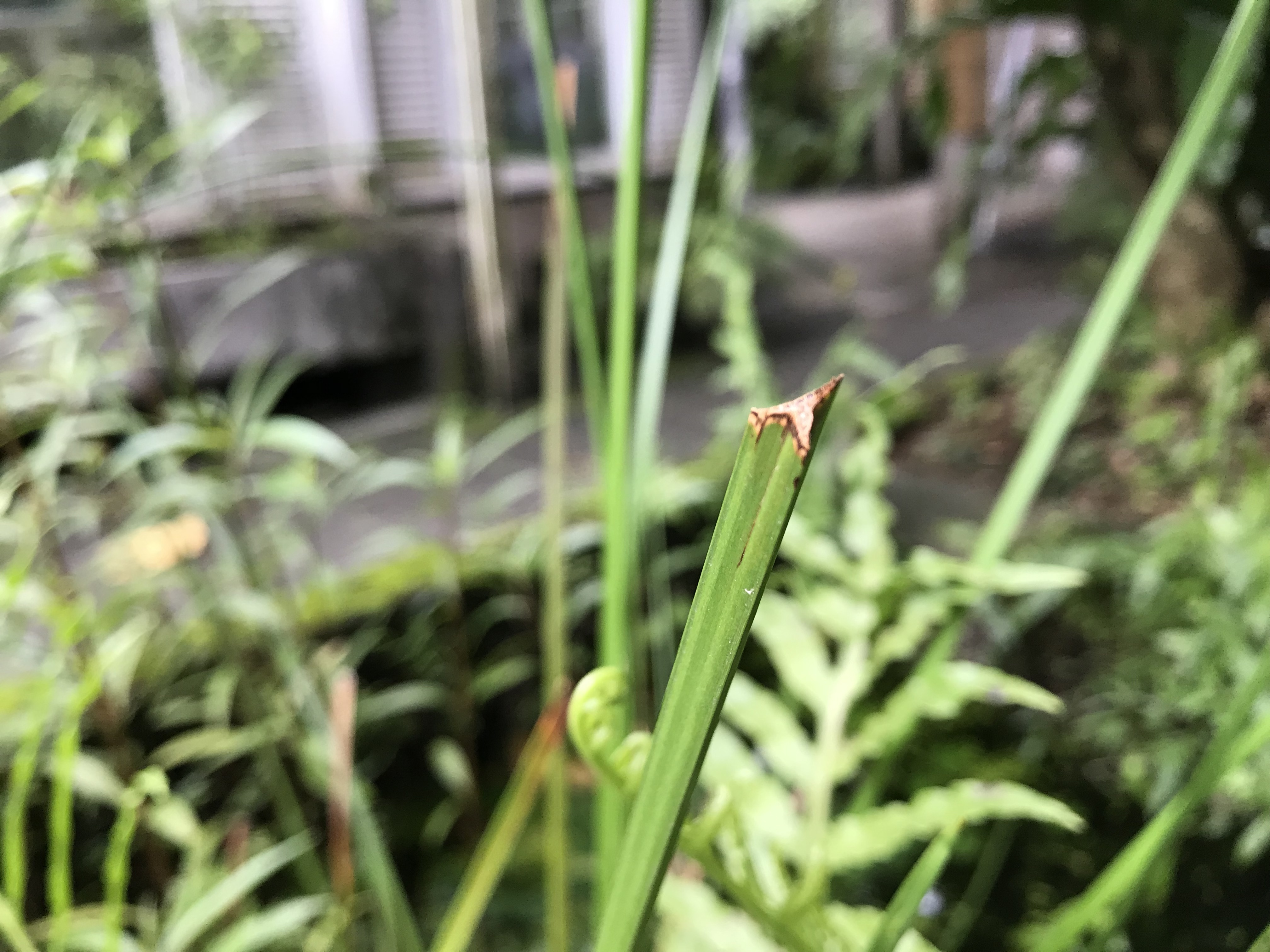
圖為水毛花的莖桿切面(攝於台大植物標本館外臺北濕地植物區)

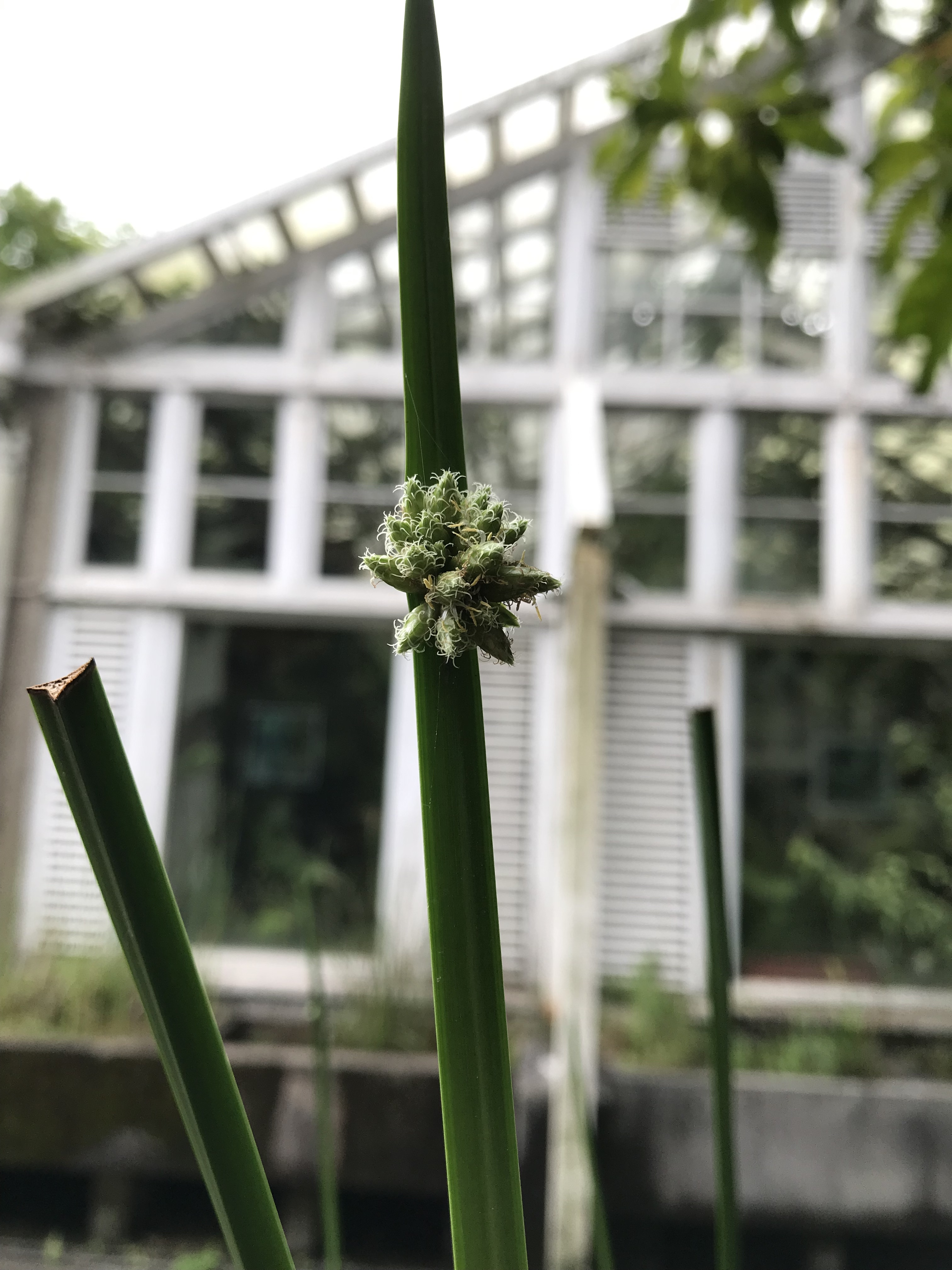
圖為水毛花的雌花序(攝於台大植物標本館外臺北濕地植物區)

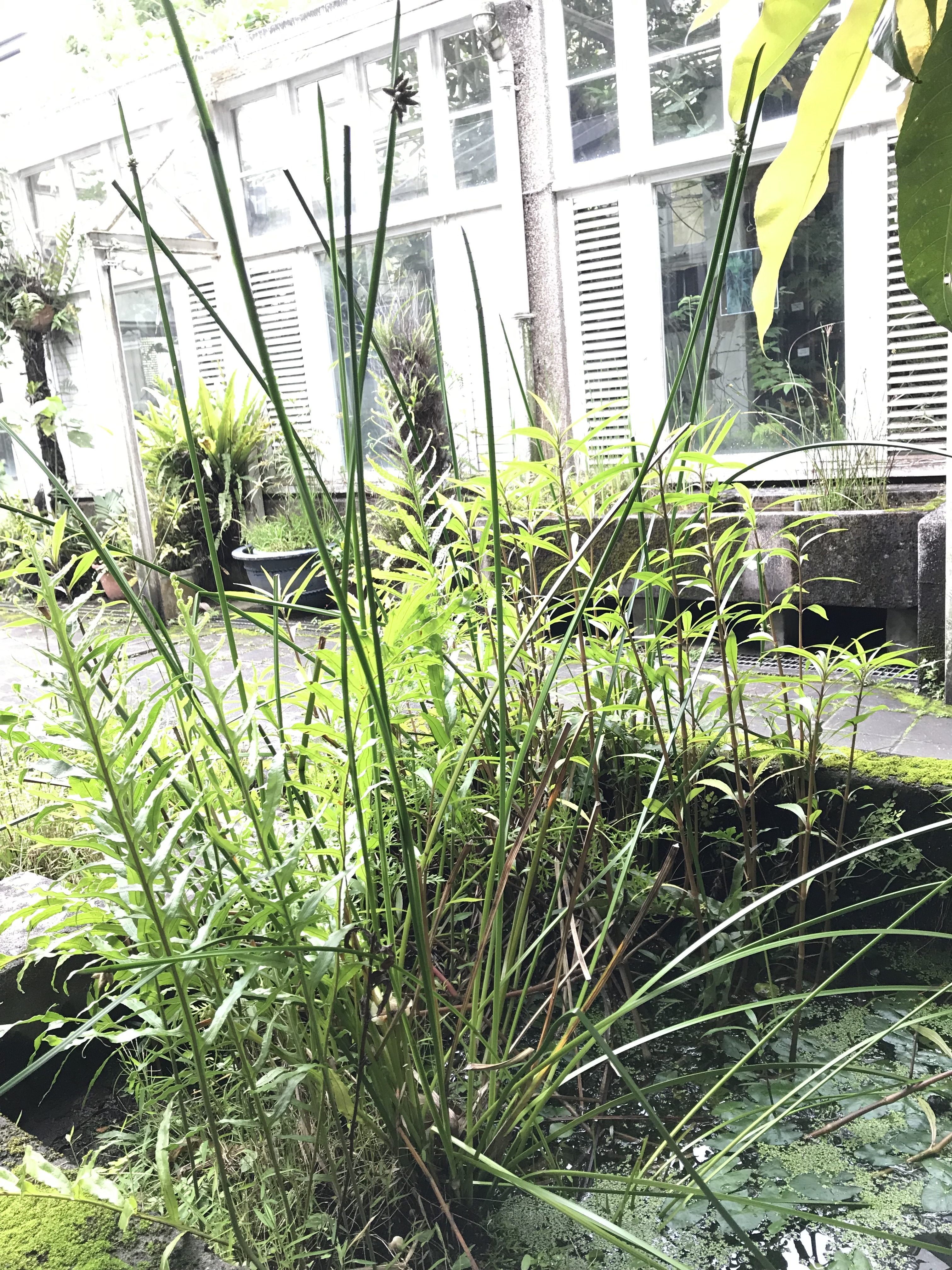
圖為水毛花的植株(攝於台大植物標本館外臺北濕地植物區)

## 生態習性
水毛花屬多年生草本植物，花果期在五至八月間。其繁殖力旺盛，一旦適應環境後，易長成一大片。水毛花可提供許多動物躲避與棲息的空間。

## 分布
水毛花常見於中低海拔的潮濕陸地或靜止淺水域，原產地有中、日、台、馬等亞洲溫帶及熱帶地區。全台的平地至山區、水田、池塘及湖沼濕地皆有分佈，以新竹、宜蘭等北部地區為主要分布地。

## 用途
水毛花的植株造型素雅，常用於水邊園藝景觀設計，是庭園綠化的好選擇。再者，水毛花的莖稈富含纖維質，有被拿來作為編織或捆綁物品的材料。除此之外，水毛花的根莖可作蜻蜓之棲木。

## 擬莞屬其他種的檢索表
```
 A-a 不具有下位剛毛。...... 
小水莞
 
Schoenoplectus supinus

 A-b 具有下位剛毛。
     A-b-1 繖房花序。
         A-b-1-(1) 莖稈橫截面為三角形。...... 
蒲
 
Schoenoplectus triqueter

         A-b-1-(2) 莖稈橫截面為圓形。...... 
莞
 
Schoenoplectus validus

     A-b-2 頭狀花序或單一小穗。
         A-b-2-(1) 莖稈獨立，具有走莖。...... 
匍伏莞草
 
Schoenoplectus lineolatus

         A-b-2-(2) 莖稈叢生，不具有走莖。
              A-b-2-(2)-i 莖稈橫截面為三角形。...... 水毛花 
Schoenoplectus mucronatus

              A-b-2-(2)-ii 莖稈橫截面為圓形或多角形。
                 A-b-2-(2)-ii-(i) 下位剛毛 6。...... 
豬毛草
 
Schoenoplectus wallichii

                 A-b-2-(2)-ii-(ii) 下位剛毛 4。...... 
螢藺
 
Schoenoplectus juncoides
```

## 延伸阅读
[在维基数据编辑]